# سد ساکوما
سد ساکوما (انگلیسی: Sakuma Dam) سدی بر روی رودخانه تنریو است که در مرز تویونه، ناحیه کیتاشیتارا، استان آیچی در جزیره هونشو، ژاپن واقع شده‌است. این سد یکی از بلندترین سدهای ژاپن است و از یک نیروگاه برق آبی ۳۵۰ مگاواتی پشتیبانی می‌کند. در نزدیکی یک ایستگاه مبدل فرکانس نصب شده‌است که امکان تبادل برق بین شبکه‌های AC 50 هرتز و ۶۰ هرتز ژاپن را فراهم می‌کند.